# Allo
Allo és un municipi de Navarra, a la comarca d'Estella Oriental, dins la merindad d'Estella. Limita amb els municipis de Lerín, Sesma i Deikaztelu. És compost dels barris de Pozarrón, Calvario, El Raso, Catanga, La Paz i Garchena.

## Demografia
| Evolució demogràfica                            | Evolució demogràfica | Evolució demogràfica | Evolució demogràfica | Evolució demogràfica | Evolució demogràfica | Evolució demogràfica | Evolució demogràfica | Evolució demogràfica | Evolució demogràfica | Evolució demogràfica |
| 1996                                            | 1998                 | 1999                 | 2000                 | 2001                 | 2002                 | 2003                 | 2004                 | 2005                 | 2006                 | 2007                 |
| ----------------------------------------------- | -------------------- | -------------------- | -------------------- | -------------------- | -------------------- | -------------------- | -------------------- | -------------------- | -------------------- | -------------------- |
| 1 049                                           | 1 028                | 1 066                | 1 039                | 1 028                | 1 029                | 1 054                | 1 072                | 1 072                | 1 068                | 1 078                |
| Fonts: Allo i Institut d'Estadística de Navarra |                      |                      |                      |                      |                      |                      |                      |                      |                      |                      |

## Història
Allo va ser, almenys des del segle xi, lloc de senyoria nobiliària. Cap a 1064, Sanç IV de Navarra va fer lliurament del monestir de San Miguel a l'abadia d'Irache, i més endavant l'abadia va rebre també diversos collazos i un molí en la vila. A principis del segle xii, Allo va formar part, juntament amb Aranaz, de la tinença regida per Sanç Fortuñones. En 1448 el príncep Carles de Viana va inscriure la vila al conceillo de Lerín, al qual va pertànyer fins a la reforma liberal del segle xix. Durant la segona meitat del XIX i principis del XX, Allo va veure progressar la seva economia, i cap a 1920 comptava amb una gran fàbrica de farines, una destil·ladora d'alcohols i anisats i un hospital.